# فيليبي بارادا
فيليبي بارادا (بالإسبانية: Felipe Parada)‏ مواليد 16 مايو 1981 في سانتياغو، تشيلي، هو لاعب كرة مضرب تشيلي بدأ مسيرته كمحترف سنة 2000 يلعب باليد اليمنى. أعلى تصنيف له في الفردي كان المركز الـ 371 في سنة 2006. أعلى تصنيف له في الزوجي كان المركز الـ 149 في سنة 2006.

## روابط خارجية
- فيليبي بارادا على موقع رابطة محترفي التنس (الإنجليزية)
- فيليبي بارادا على موقع الاتحاد الدولي لكرة المضرب (الإنجليزية)
- فيليبي بارادا على موقع خلاصة التنس.كوم (الإنجليزية)